# Уиллингем, Кэмерон
Кэмерон Тодд Уиллингем (9 января 1968 — 17 февраля 2004) — гражданин США, который был обвинён в убийстве трёх своих маленьких детей путём поджога дома в городе Корсикана, штат Техас, а впоследствии казнён за это преступление после того, как были опровергнуты доказательства и свидетельские показания о его невиновности.

## Биография
Пожар произошёл в доме Уиллингем в Техасе, 23 декабря 1991 года. В пожаре сгорели три дочери Уиллингема: 2-летняя Амбер Луиза Куикендол и годовалые близнецы Кармон Диана Виллинэм и Кэмерон Мэри Уиллингем. Сам же Уиллингем спасся с незначительными ожогами. Стейси Куикендалл, его жена и мать его трёх дочерей не была дома во время пожара, так как она ушла за покупками. Прокурор утверждал, что Уиллингем совершил поджог чтобы скрыть применяемое им насилие над девочками, несмотря на тот факт, что никогда не было никаких доказательств жестокого обращения с детьми. Жена Уиллингема, Стейси, также подтвердила, что её муж никогда не применял насилие в отношении детей. «Наши дети были избалованы до крайности», сказала она и настаивала на том, что он никогда бы не навредил им.
В 2009 году статья в журнале о расследованиях «Нью-Йоркер» описала дело Уиллингема и получила повышенное внимание. Для расследования поджога привлекли экспертов и технические средства, чтобы показать, вопреки требованиям прокуратуры, что нет никаких доказательств преднамеренного поджога, и что в штате Техас был осуждён невиновный.
В августе 2009 года следственным заключением экспертов, приглашённых в Техас для судебно-медицинской экспертизы комиссия не подтвердила факт поджога; городские пожарные из-за возникших споров пришли к выводу, что в заключении экспертов пропущено несколько ключевых моментов. Дело осложняется тем, что губернатор Техаса Рик Перри якобы препятствовал проведению расследования, заменив 4 из 9 членов комиссии для изменения результатов; однако Перри отрицает обвинение.

## Список литературы
- Grann, David (7 сентября 2009). Trial by Fire. The New Yorker.
- Mills, Steve; Maurice Possley (9 декабря 2004). Man executed on disproved forensics. Chicago Tribune. Дата обращения: 1 сентября 2009.
- Carson, David. Texas Execution Information: Cameron Willingham (18 февраля 2004). Дата обращения: 23 мая 2010. Архивировано 26 апреля 2012 года.
- Craig L. Beyler, Ph.D. Technical Director. Analysis of the Fire Investigation Methods and Procedures Used in the Criminal Arson Cases Against Ernest Ray Willis and Cameron Todd Willingham. docstoc.com (17 августа 2009). Дата обращения: 1 сентября 2009. Архивировано 26 апреля 2012 года.